# Jardim Botânico da Universidade Central da Venezuela

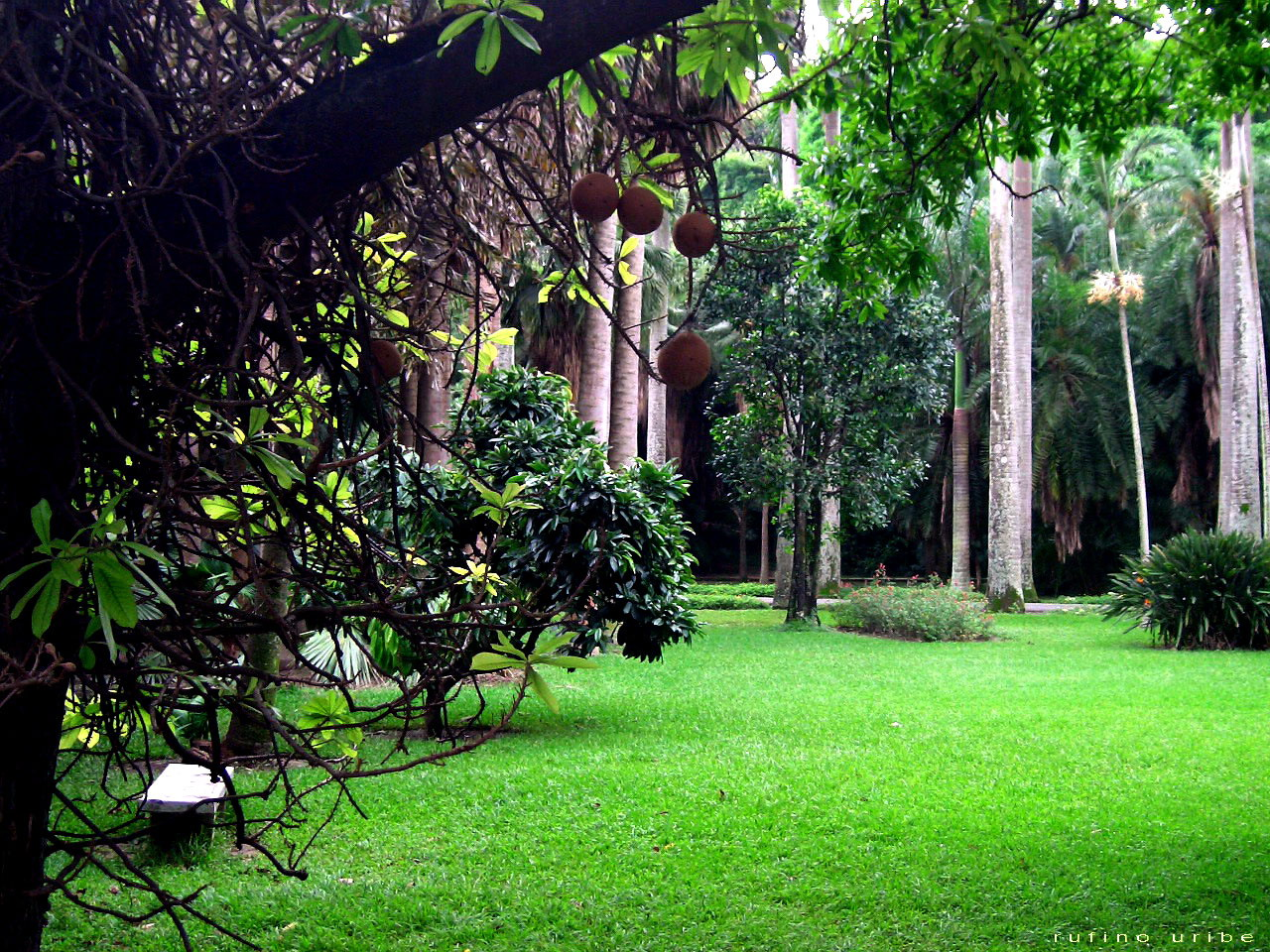
Jardim Botânico da Universidade Central da Venezuela em Caracas

O Jardim Botânico da Universidade Central da Venezuela ou Jardim Botânico de Caracas é um instituto de pesquisas e jardim botânico venezuelano localizado em Caracas. O jardim botânico é mantido e dirigido pela Universidade Central da Venezuela (UCV), a mais antiga e conceituada universidade do país. Foi fundado em 1945 e possui 70 hectares de área. Localiza-se no interior da Cidade Universitária, tombada pelo Patrimônio Mundial em 2000. 